# Rio Paru do Oeste
O rio Paru do Oeste (também conhecido como Cuminá ou Erepecuru) é um dos rios que banham o estado do Pará, no Brasil, e afluente do rio Trombetas, ao qual se une cerca de 40 km acima de Oriximiná.

## Geografia
O rio Paru do Oeste é um rio de águas brancas que nasce no planalto da Guiana, na serra do Tumucumaque, fronteira com o Suriname. Suas nascentes estão no Parque Indígena Tucumaque, um pouco ao norte de Maloca Velha. Nasce quase no mesmo local do rio Paru, que neste curso superior é conhecido como Paru d'Este. Corre na direção sul e seu longo curso é frequentemente interrompido por correntezas violentas, barreiras rochosas e corredeiras. Após passar pela Aldeia das Canoas, recebe à direita seu principal afluente, o rio Marapi, em Maloca, na orla do Parque Indígena.
A jusante, o percurso continua bastante acidentado, com muitas áreas de cachoeiras, entre as quais se destacam Tapiú e Torino. Neste trecho o rio banha as localidades de Rufino, Santo Antônio e na parte baixa, Cuminá, que por vezes dá nome ao rio.
Deságua pela margem esquerda, no curso inferior do rio Trombetas.

## Expedições
A partir da última metade do século XIX, vários exploradores subiram o Cuminá, com maior ou menor sucesso. Dentre estes, destaca-se o padre José Nicolino de Sousa, vigário da cidade de Óbidos, que efetuou três viagens à região, em 1877, 1878 e 1882; nesta última, ele veio a falecer. O padre José Nicolino buscava constatar a existência de vastos campos ao sul da serra do Tumucumaque, onde viveriam quilombolas.
Em fins da década de 1920, o marechal Cândido Rondon também explorou a região, valendo-se dos diários de viagem escritos pelo padre José Nicolino.